# Sonia Greene
Sonia Haft Greene Lovecraft Davis (16. března 1883 Ičňa – 26. prosince 1972 Los Angeles) byla americká spisovatelka rodokapsů, amatérská nakladatelka, podnikatelka a modistka, která na počátku 19. století financovala několik fanzinů. Byla manželkou amerického spisovatele weird fiction H. P. Lovecrafta. Byla předsedkyní skupiny United Amateur Press Association.

## Životopis
Některé životopisné údaje o Greene jsou nejasné – narodila se buď jako Sonia Haft Šafirkin, nebo jako Sonia Šafirkin Haft, buď v Ični nebo v Konotopu na Ukrajině Semjonovi a Racille (Haft) Šafirkinovým. Je známo, že pocházela z židovské rodiny. Její otec zřejmě zemřel v roce 1888, když byla ještě dítě. Její matka pak emigrovala do Spojených států, přičemž Soniu a jejího bratra zanechala v Liverpoolu na škole barona Maurice de Hirsche. Sonia se k matce do Spojených států připojila v roce 1892 poté, co se matka znovu provdala za obchodníka Samuela Morrise.
V šestnácti letech, 24. prosince 1899, se Sonia provdala za Samuela Greena, Rusa, jehož původní jméno mohlo být Samuel Seckendorff, který byl o deset let starší. Následujícího roku se jí narodil syn, který ve třech měsících zemřel. Dne 19. března 1902 se jí narodila dcera Florence Carol (později Carol Weld). Podle Lovecraftova dopisovatele Alfreda Galpina, byl Samuel Greene „muž brutálního charakteru”. Manželství bylo bouřlivé a Samuel Greene zemřel v roce 1916, zřejmě vlastní rukou.
Greene patřila k nezávislé střední třídě, což bylo pro tehdejší ženy neobvyklé. Pracovala jako modistka v obchodním domě a kvůli své práci často cestovala. Její plat jí umožnil pronajmout si pro sebe a dceru dům ve Flatbush v Brooklynu, což bylo v té době bohaté předměstí. Věnovala peníze několika amatérským tiskovinám a cestovala na sjezdy amatérského tisku. Její dcera Florence se stala úspěšnou novinářkou pod jménem Carol Weld. Obě ženy měly napjatý vztah a nakonec se odcizily. Greene se o své dceři nezmínila ve své knize The Private Life of H. P. Lovecraft (Soukromý život H. P. Lovecrafta), autobiografickém díle, které podrobně popisuje pouze období jejího vztahu a manželství s Lovecraftem.

### Vztah s H. P. Lovecraftem

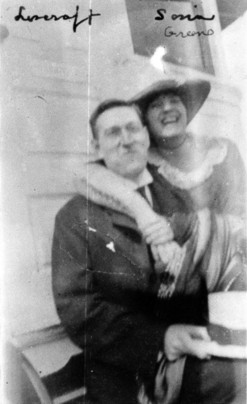
H. P. Lovecraft a Sonia Greene. 5. července 1921

Sonia se s Howardem P. Lovecraftem seznámila v roce 1921 na sjezdu amatérských novinářů v Bostonu. Do světa amatérské žurnalistiky ji uvedl o čtyři roky dříve Lovecraftův kolega James Ferdinand Morton, Jr. V říjnu po setkání s ním vydala The Rainbow, fanzin, který Reinhardt Kleiner popsal jako „velkou a hezkou záležitost, ilustrovanou polotónovými reprodukcemi fotografií známých amatérů té doby a obsahující vynikající příspěvky mnoha z nich”. Lovecraft Soniin časopis obsáhle recenzoval v časopise The National Amateur (březen 1922). V roce 1977 vydalo nakladatelství Necronomicon Press faksimile časopisu.
Greene si po setkání s Lovecraftem začala pravidelně dopisovat. Vyměňovali si dlouhé náročné dopisy o literatuře a filozofických tématech. Některé jeho dopisy jí, jak později uvedla, měly až dvacet stran. Nebyla to láska na první pohled, ale jejich společné zájmy zřejmě podnítily jejich vzájemný vztah. Greene navíc o několik let dříve chodila s okultistou Alistairem Crowleym, což svědčí o její přitažlivosti pro mrzuté muže posedlé nadpřirozenem. Lovecrafta slavně popsala jako „přiměřeně skvělého milence”, který jí nikdy neřekl, že ji miluje.
Pár se vzal v kapli St. Paul's na Manhattanu 3. března 1924, po dvouleté podivné známosti (Greene bylo tehdy 40 a Lovecraftovi 33 let), během níž se Lovecraft Greene přiznal, že je jedinou ženou, která ho kdy v dospělosti políbila. Když se Greene a jejich další kamarádi z amatérského tisku procházeli s Lovecraftem po New Yorku, neustále se rozčiloval nad přistěhovalci, které viděl. Někdy trval na tom, aby šli středem ulice, aby nemusel sdílet chodník s „podvraťáky”. Greene později jednomu životopisci řekla, že Lovecraftovi neustále připomínala svůj vlastní židovský původ, ale nezdálo se, že by ho to odradilo od jeho strachu z Židů a dalších přistěhovalců.
Po svatbě se přestěhovali do bytu Greene v Brooklynu. Ze začátku byli šťastní a trávili dny filozofickými rozhovory. Greene se však rozhodla otevřít si své vlastní kloboučnictví, které brzy zkrachovalo a manželé se začali potýkali s finančními problémy. Lovecraft nemohl najít práci, která by je oba uživila, a tak se jeho žena přestěhovala za prací do Clevelandu. Lovecraft žil sám v brooklynské čtvrti Red Hook a newyorský život se mu začal intenzivně příčit. Zhruba v posledním roce jejich manželství, Greene cestovala za prací. Posílala Lovecraftovi týdenní kapesné, které mu pomohlo zaplatit malý byt v tehdejší dělnické čtvrti Brooklyn Heights. Greene v něm přespávala jeden nebo dva dny v měsíci. V té době Lovecraft v dopisech tvrdil, že je tak chudý, že vydrží tři dny o jednom bochníku chleba, jedné konzervě studených fazolí a kousku sýra. V podstatě byl mužem v domácnosti, kterému se občas podařilo prodat povídku časopisu Weird Tales. O několik let později se Lovecraft (který se vrátil žít do Providence na Rhode Islandu) a jeho žena, stále žijící odděleně, dohodli na smírném rozvodu, který však nikdy nebyl zcela dokončen.

### Pozdější roky
Po skončení manželství s Lovecraftem se Greene v roce 1933 přestěhovala do Kalifornie. V roce 1936 se provdala za doktora Nathaniela Abrahama Davise z Los Angeles. O Lovecraftově smrti se dozvěděla až v roce 1945, osm let po jeho smrti v roce 1937. Její manželství s Lovecraftem nebylo nikdy právně ukončeno, protože Lovecraft, ačkoli ji ujistil, že rozvod byl podán, nepodepsal konečný dekret, takže svazek Greene s Davisem byl technicky vzato bigamní. Greene se o tom dozvěděla až později a značně ji to znepokojilo. Její třetí manžel zemřel v roce 1946.
Později žila v domově pro seniory Diana Lynn Lodge v Sunland-Tujunga v Los Angeles, kde zemřela v roce 1972 ve věku 89 let.

## Dílo
Její nejznámější povídka je „The Horror at Martin's Beach” (Hrůza na Martinově pláži), kterou H. P. Lovecraft přepracoval a upravil a při vydání v časopise Weird Tales (listopad 1923) přejmenoval na „The Invisible Monster” (Neviditelná příšera). Lovecraft dokončil povídku „Pod pyramidami” v únoru 1924, ale rukopis povídky ztratil na nádraží Union Station v Providence na Rhode Islandu, když se chystal do New Yorku, aby se s Greene oženil, která mu většinu jejich líbánek ve Filadelfii pomáhala rukopis přepisovat.
Greene také napsala povídku „Four O’Clock” (kterou Lovecraft navrhl, ale nerevidoval), jež byla poprvé otištěna ve sbírce Something About Cats and Other Pieces, která obsahuje také „The Invisible Monster” a její memoáry „Lovecraft as I Knew Him” (Lovecraft, jak jsem ho znala).
Ve 30. letech 20. století Greene napsala hru Alcestis, jejíž prolog byl napsán Lovecraftem. Nebyla publikována až do poloviny 80. let 20. století, kdy ji ve faksimilním holografickém vydání v počtu 200 výtisků vydala společnost The Strange Company R. Alaina Evertse jako dílo H. P. Lovecrafta a Sonii Greene. Lovecraftův badatel S. T. Joshi se však domnívá, že hra je pravděpodobně výhradně dílem Greene. Rukopis Alcest se nachází mezi jejími písemnostmi v Knihovně Johna Haye.

### Básně
- „To Florence”
- „Mors Omnibus Comunis” ve fanzinu The Rainbow (říjen 1921)

### Povídky
- „The Horror at Martin's Beach” (revidováno H.P. Lovecraftem a vydáno jako „The Invisible Monster” v časopisu Weird Tales v listopadu 1969)
- „Four O'Clock” (1922, vydáno až v roce 1949 v Something About Cats and Other Pieces).

### Divadelní hry
- Alcestis (vydáno až v roce 1985, v nákladu pouhých 200 kusů)

### Memoáry
- The Private Life of H.P. Lovecraft (publikováno pod jménem Sonia H. Davis)